# サバフFK
サバフ・フトボル・クルブ（Sabah Football Club (アゼルバイジャン語: Sabah Futbol Klubu)）は、アゼルバイジャンのアブシェロン県マサズルをホームタウンとするサッカークラブである。

## 歴史
2017年9月8日にサバフFK (Sabah Futbol Klubu) が創設された。
2018年5月12日に開催されたアゼルバイジャンサッカー連盟協会 (AFFA) のライセンス委員会でプレミアリーグのライセンス発行が決定された。8月12日にASKアレーナで開催された2018-19シーズンのプレミアリーグ第1節ケシュラ戦でプレミアリーグデビューを飾り、1-0で初勝利を記録した。最初のシーズンは7位の成績を残した。

## タイトル

### 国内タイトル
- なし

### 国際タイトル
- なし

## 過去の成績
| シーズン | ディビジョン             | ディビジョン | ディビジョン | ディビジョン | ディビジョン | ディビジョン | ディビジョン | ディビジョン | ディビジョン | カップ       |
| シーズン | リーグ                   | 順位         | 試           | 勝           | 分           | 敗           | 得           | 失           | 点           | カップ       |
| -------- | ------------------------ | ------------ | ------------ | ------------ | ------------ | ------------ | ------------ | ------------ | ------------ | ------------ |
| 2017-18  | ビリンジ・ディヴィジオヌ | 5位          | 27           | 11           | 7            | 9            | 41           | 33           | 40           | 2回戦敗退    |
| 2018-19  | プレムエル・リガス       | 7位          | 28           | 7            | 6            | 15           | 20           | 41           | 27           | 準々決勝敗退 |
| 2019-20  | プレムエル・リガス       | 6位          | 20           | 5            | 6            | 9            | 19           | 27           | 21           | 準々決勝敗退 |
| 2020-21  | プレムエル・リガス       | 5位          | 28           | 7            | 8            | 13           | 28           | 38           | 29           | ベスト16     |
| 2021-22  | プレムエル・リガス       | 5位          | 28           | 12           | 5            | 11           | 42           | 34           | 41           | 準々決勝敗退 |
| 2022-23  | プレムエル・リガス       | 2位          | 36           | 25           | 6            | 5            | 75           | 24           | 81           | 準々決勝敗退 |

## 歴代所属選手
- マルコ・デヴィッチ 2018-2019, 2020
- ラミル・シェイダエフ 2020-
- ヴァンサン・ティル 2023-
- イシャク・ベルフォディル 2023-